# Zhuang Xiaoyan
Zhuang Xiaoyan –en xinès, 庄晓岩– (Shenyang, 4 de maig de 1969) és una esportista xinesa que va competir en judo.
Va participar en els Jocs Olímpics de Barcelona 1992, obtenint una medalla d'or en la categoria de +72 kg. Als Jocs Asiàtics de 1990 va aconseguir una medalla d'or.
Va guanyar una medalla d'or al Campionat Mundial de Judo de 1991.

## Palmarès internacional
| Jocs Olímpics     | Jocs Olímpics             | Jocs Olímpics | Jocs Olímpics |
| Any               | Lloc                      | Medalla       | Categoria     |
| ----------------- | ------------------------- | ------------- | ------------- |
| 1992              | Barcelona ( Espanya)      | 1             | +72 kg        |
| Campionat del món |                           |               |               |
| Any               | Lloc                      | Medalla       | Categoria     |
| 1991              | Barcelona ( Espanya)      | 1             | Oberta        |
| Jocs Asiàtics     |                           |               |               |
| Any               | Lloc                      | Medalla       | Categoria     |
| 1990              | Pequín ( R.P. de la Xina) | 1             | Oberta        |